# Мыс (Никольское сельское поселение)
Мыс — деревня в Усть-Кубинском районе Вологодской области.
Входит в состав Никольского сельского поселения, с точки зрения административно-территориального деления — в Никольский сельсовет.
Расстояние по автодороге до районного центра Устья — 43 км, до центра муниципального образования Никольского — 10 км. Ближайшие населённые пункты — Ждановская, Большое Лыскарево, Малое Лыскарево.
По переписи 2002 года население — 10 человек.